# Cheilolejeunea valenciae
Cheilolejeunea valenciae là một loài Rêu trong họ Lejeuneaceae. Loài này được (Gottsche ex Stephani) X.-L. He mô tả khoa học đầu tiên năm 1996.